# Ameivula mumbuca
Ameivula mumbuca es una especie de lagarto del género Ameivula, perteneciente a la familia Teiidae. Fue descrita científicamente por Colli, Caldwell, Costa, Gainsbury, Garda, Mesquita, Filho, Soares, Silva, Valdujo, Vieira, Vitt, Werneck, Wiederhecker & Zatz en 2003.

## Distribución
Se encuentra en Brasil (Tocantins).